# Meinier
Meinier je obec na jihozápadě Švýcarska, v kantonu Ženeva. Žije zde přibližně 2 100 obyvatel.

## Geografie
Obec se nachází východně od Ženevského jezera, asi 9 kilometrů severovýchodně od Ženevy. Skládá se z vesnic Meinier, Carre d’Amont, Carre d’Aval (Le Carre), Compois, Essert a Corsinge. Sousedními obcemi jsou Collonge-Bellerive, Corsier, Gy, Jussy, Presinge a Choulex.

## Historie
Obec se poprvé připomíná roku 1153 ve slovním spojení de maniaco, kolem roku 1344 pak jako Meignier. Ve středověku bylo v převážně bažinaté oblasti Meinier bylo postaveno několik hradů. V roce 1256 daroval Gérold de Compey, člen vazalského rodu savojského hraběte, hrad Compois svému synovci Pierrovi. Na počátku 14. století nechali vazalové hrabat ze Ženevy postavit hrad Corsinge a rytíř Humbert de Cholay nechal jménem pánů z Faucigny postavit hrad Roillebot. Na místě se stopami osídlení z 1. století př. n. l. byl na počátku středověku postaven kostel svatého Petra a Pavla, který je ve 12. století zmiňován mezi majetkem ženevského kláštera Saint-Jean-hors-les-Murs. Reformace přišla v roce 1536, kdy Bern připojil Thonon a zřídil jej jako své vlastní panství, které existovalo až do roku 1567. Katolická víra byla v Meinier znovu přijata na počátku 17. století. Farnost Meinier vznikla v roce 1816 na základě staré farnosti. Na počátku 20. století byla odvodněna vřesoviště obce a v La Pallanterie bylo otevřeno první vinařství kantonu. Meinier zůstala zemědělskou obcí s pěstováním obilí a ovoce i vinařstvím. Počet obyvatel se od roku 1950 zvýšil výstavbou vlastnických čtvrtí a obytných domů v centru obce.

## Obyvatelstvo
| Rok            | 1816 | 1900 | 1950 | 1970 | 1990 | 2000 | 2010 | 2012 | 2014 | 2017 |
| Počet obyvatel | 503  | 479  | 497  | 1288 | 1546 | 1696 | 1910 | 2012 | 2080 | 2161 |

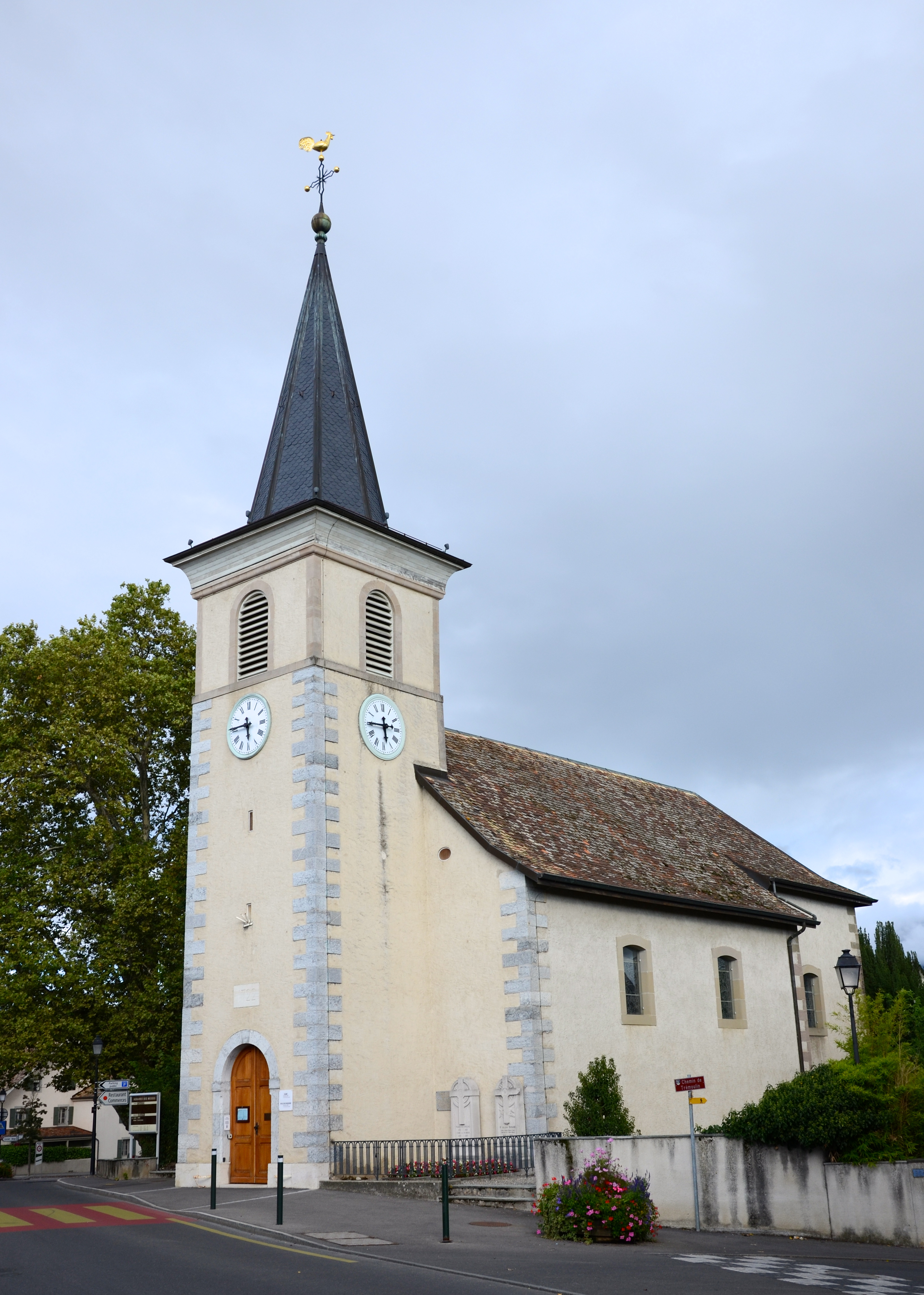
Kostel

Většina obyvatel (k roku 2000) hovoří francouzsky (1461, tj. 86,1 %), druhým nejčastějším jazykem je angličtina (68, tj. 4,0 %) a třetím němčina (62, tj. 3,7 %). 

## Doprava
Meinier je napojen na síť veřejné dopravy autobusovou linkou, kterou provozuje ženevský dopravní podnik Transports publics genevois (TPG). Železnice územím obce neprochází, nejbližší železniční stanice se nachází v Chêne-Bourg na trati Ženeva–Annemasse.